# Vojenský vikariát České republiky
Vojenský vikariát České republiky je zvláštní vikariát v Česku s celorepublikovou působností. Sídlí v Praze v Kanceláři náčelníka Generálního štábu Armády České republiky a do jeho kompetence patří katolická duchovní péče v Armádě České republiky. Jako nejvýše postavený katolický duchovní v Armádě ČR má vojenský vikář zodpovědnost za všechny katolické duchovní v ní působící.

## Historie
Vojenský vikariát s celorepublikovou působností zřídil brněnský biskup Vojtěch Cikrle k 1. září 2000 jakožto organizační součást brněnské diecéze. Jeho prvním vikářem se stal hlavní kaplan Armády České republiky Tomáš Holub. Později (po roce 2008) bylo sídlo vikariátu přesunuto do Prahy.
V roce 2009 působilo v duchovní službě Armády ČR 14 římskokatolických vojenských kaplanů: 10 kněží a 4 trvalí jáhni. V roce 2023 to bylo 7 kněží a 4 trvalí jáhni.

## Vikáři
- Tomáš Holub (1998–2007)
- Jaroslav Knichal (od 2007)